# John S. and James L. Knight Foundation

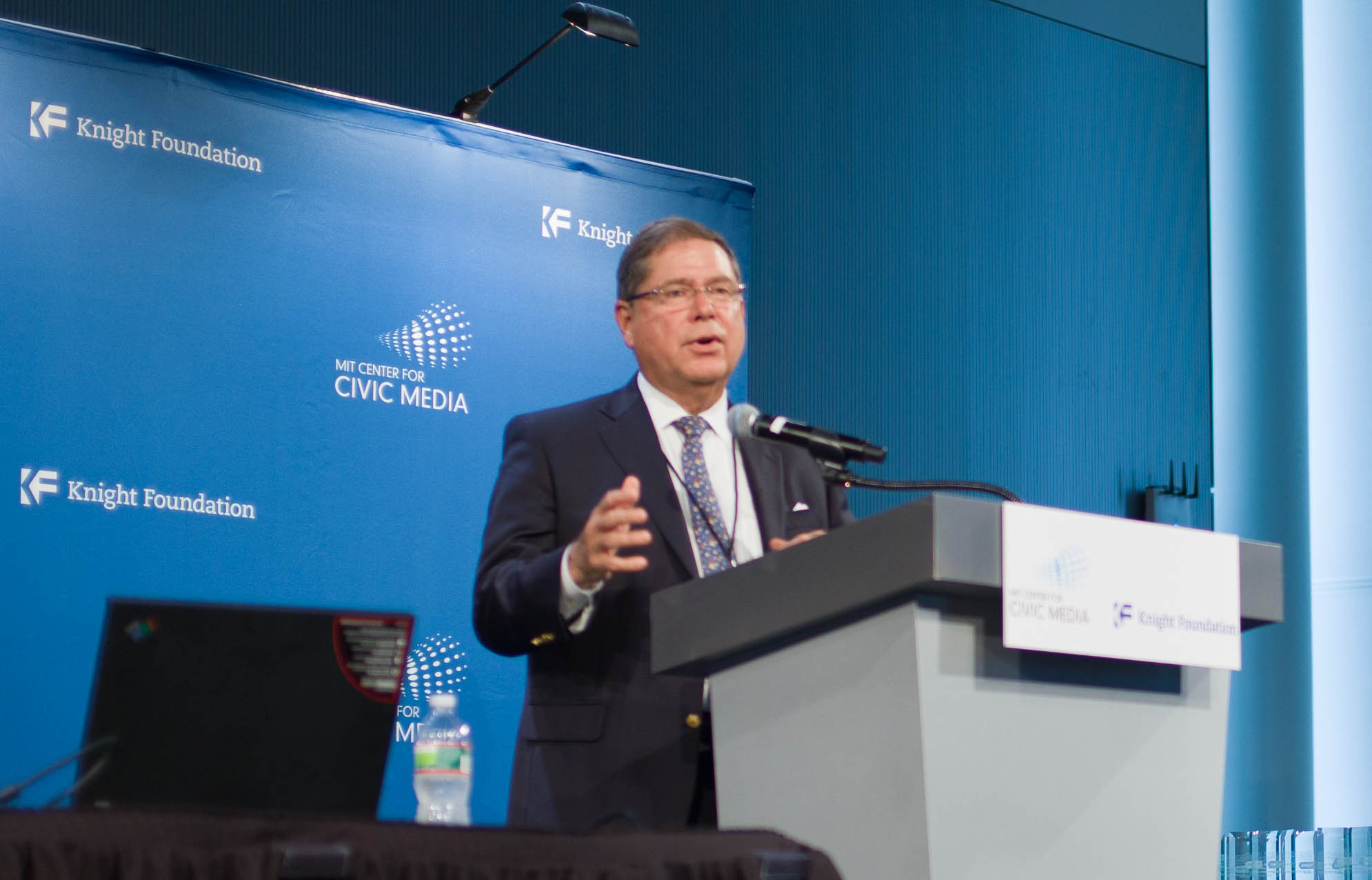
Alberto Ibargüen, Präsident und Geschäftsführer der Knight Foundation (2011)

Die John S. and James L. Knight Foundation ist eine im Dezember 1950 aus dem „Knight Memorial Education Fund“ gegründete Non-Profit-Organisation, die sich für Qualitätsjournalismus, Medieninnovation, gesellschaftliche Verantwortung und Kunst engagiert, mit dem Ziel die Demokratie zu stärken.
2018 wurden von der Stiftung 105 Mio. US$ gespendet.
Im Jahr 2015 wurde mit der Wikimedia Foundation (WMF) eine Vereinbarung zum Aufbau einer Internetsuchmaschine (Projektname „Knowledge Engine“) abgeschlossen, was zu einer Kontroverse insbesondere unter den ehrenamtlichen Autoren der Wikipedia führte und als Auslöser für den Rücktritt der WMF-Direktorin Lila Tretikov angesehen wird.